# Żwirble (sielsowiet Opsa)
Żwirble (biał. Жвірблі; ros. Жвирбли) – wieś na Białorusi, w obwodzie witebskim, w rejonie brasławskim, w sielsowiecie Opsa.

## Historia
W czasach zaborów wieś leżała w granicach Imperium Rosyjskiego.
W dwudziestoleciu międzywojennym kolonia leżała w Polsce, w województwie nowogródzkim (od 1926 w województwie wileńskim), w powiecie brasławskim, w gminie Dryświaty.
Według Powszechnego Spisu Ludności z 1921 roku zamieszkiwało tu 80 osób, 79 było wyznania rzymskokatolickiego, 1 prawosławnego. Jednocześnie 79 mieszkańców zadeklarowało polska przynależność narodową, a 1 rosyjską. Było tu 16 budynków mieszkalnych. W 1931 zamieszkiwały tu 103 osoby w 19 budynkach.
Miejscowość należała do parafii rzymskokatolickiej i prawosławnej w Dryświatach. Podlegała pod Sąd Grodzki w m. Turmont i Okręgowy w Wilnie; właściwy urząd pocztowy mieścił się w Dyrświatach.